# Rhogeessa hussoni
Rhogeessa hussoni (Genoways & Baker, 1996) è un pipistrello della famiglia dei Vespertilionidi diffuso nell'America meridionale.

## Descrizione

### Dimensioni
Pipistrello di piccole dimensioni, con la lunghezza dell'avambraccio tra 27,14 e 30,91 mm, la lunghezza del piede tra 52 e 6,75 mm e la lunghezza delle orecchie tra 8,07 e 11,84 mm.

### Aspetto
Il colore generale del corpo è castano con dei riflessi grigiastri e la base dei peli più chiara. Il muso è largo, dovuto alla presenza di due masse ghiandolari sui lati. Le orecchie sono relativamente corte, triangolari e arrotondate. Nei maschi sono presenti delle masse ghiandolari alla base della superficie dorsale anteriore delle orecchie. Il trago è lungo e sottile. Le membrane alari sono scure e attaccate posteriormente alla base delle dita dei piedi. La punta della lunga coda si estende leggermente oltre l'uropatagio, il quale è cosparso di pochi peli alla base della superficie dorsale. Il calcar è ben sviluppato e carenato. Il cariotipo è 2n=52 FN=52.

## Biologia

### Alimentazione
Si nutre di insetti volanti.

## Distribuzione e habitat
Questa specie è diffusa nel Suriname meridionale e negli stati brasiliani di Minas Gerais, Maranhão, Pernambuco, Pará e Mato Grosso.
Vive nelle foreste tropicali sempreverdi secondarie e foreste a galleria miste a savana.

## Conservazione
La IUCN Red List, considerata la mancanza di informazioni recenti circa il suo areale, le minacce , lo stato della popolazione e i requisiti ecologici, classifica R.hussoni come specie con dati insufficienti (DD).